# Hotel Skt. Petri
Hotel Skt. Petri er et hotel beliggende i Krystalgade i Indre By, København.
Hotellet er indrettet i Vilhelm Lauritzens funkisbygning fra 1928, der tidligere husede Daells Varehus. Hotellet har i 2016/2017 gennemgået en renovering, efter design af den norske tegnestue Anemone Wille Våge. Efter renoveringen tilbyder hotellet i alt 288 værelser, heraf 26 suiter, en restaurant og bar, lounge-område, syv mødelokaler samt en gårdhave. Et fitnessområde åbner sensommer 2017.
Efter Daells Varehus lukkede i 1999 stod bygningen tom, og blev den i 2003 købt af TK Development, som totalrenoverede bygningen indvendig. Kunstneren Per Arnoldi stod for farvevalget til værelserne. Senere samme år åbnede det næsten 17.000 kvm. store hotel.
Hotel Skt. Petri blev første gang i 2006 kåret til Danmarks bedste hotel og har derudover modtaget en række internationale priser og hædersbevisninger. 